# John Clay
John Gregory Clay (St. Louis, 1º maggio 1964) è un ex giocatore di football americano statunitense che ha militato nel ruolo di offensive tackle nella National Football League (NFL).

## Carriera
Al college Clay giocò a football all'Università del Missouri, venendo premiato come All-American. Fu scelto dai Los Angeles Raiders nel corso del primo giro (quindicesimo assoluto) nel Draft NFL 1987. Nella sua stagione da rookie disputò 10 partite, di cui 9 come titolare, dopo di che fu scambiato con i San Diego Chargers per la stella Jim Lachey. Con essi disputò una sola stagione giocando due partite, di cui una come partente, dopo la quale si ritirò